# Äußerer Bärenbartkogel
De Äußerer Bärenbartkogel (Italiaans: Cima Barba d'Orsa di Fuori) is een 3471 meter (volgens andere bronnen 3473 meter) hoge berg in de Ötztaler Alpen in het Italiaanse Zuid-Tirol.
Met die hoogte is het de hoogste berg van de Planeiler Bergen, een subgroep van de Ötztaler Alpen. Zijn hogere naamgenoot, de buurtop Innerer Bärenbartkogel (Ital. Cima Barba d'Orsa di Dentro) (3557 meter) behoort tot de Weißkam. De 3302 meter hoge Bärenbartjoch ligt tussen de twee bergtoppen in.